# Jitka Osička
Jitka Osička (* 19. března 1987 Klatovy), rozvedená Jackuliak, je česká divadelní a filmová herečka, zpěvačka, improvizátor, pedagog a básnířka.

## Život
V roce 2013 vystudovala muzikálové herectví na Divadelní fakultě Janáčkovy akademie múzických umění v Brně. Absolvovala v roli královny Alžběty I. v muzikálu Pokrevní sestry v Divadle na Orlí. Po absolvování JAMU zůstala na volné noze a působila na různých divadelních scénách v Brně, Praze i Liberci.
V letech 2015–2017 učila na KJJ v Praze hlavní obor Muzikál.
Od října 2020 působí jako pedagog na katedře Činoherního divadla na pražské DAMU, kde vyučuje zpěv.
Smysl tvorby našla v improvizaci, které se věnuje ve všech oblastech vyjádření sebe sama (herecky, pěvecky, tanečně).
Od roku 2018 prezentuje autorský projekt s názvem - Pohybové obrazy - jedná se o ztvárnění obrazů, soch, kaligrafií aj. do prostoru s následným výkladem za pomoci zpěvu, tance a herectví na různých vernisážích a IMPRO Woo večery ve stylu One woman show za doprovodu bubeníka.

## Sbírky básní
- 2018 – Sladěno medem - sbírka básní a sdělení (ilustrace: Daniel Beneš)
- 2018 – Šacho-tvorní vraníci - hravá poezie (ilustrace: ak. malíř Jaroslav Klát)
- 2019 – Kože hadí - tematická poezie (ilustrace: ak. malíř Otto Placht)
- 2025 – Bubeníci na druhou - tematická poezie (ilustrace: ak. malíř Jiří Šorm), připravuje se

## Divadelní výběr
- 2011 – Neuchopitelné lásky – Yolanda, Divadlo v Řeznické, Praha
- 2012 – Líbej mě, líbej – Markéta, Studio Marta, Brno
- 2013 – Footloose aneb Tanec není zločin – Ethel McCormack, Divadlo na Orlí, Brno
- 2013 – Taneční maraton na Steel Pier – Rita Racine, Divadlo na Orlí, Brno
- 2013 – Pokrevní sestry / Bloodsisters – absolventská role: Alžběta I., Divadlo na Orlí, Brno
- 2013 – Co zbylo z anděla, Divadlo na Orlí, Brno
- 2013 – Dobře placená procházka, Slovácké divadlo v Uherském Hradišti
- 2013 – Nesnesitelné svatby - nevěsta, Divadlo na Vinohradech, Praha
- 2013 – scénické čtení Už umři, mami! – Lucie, Art Space, Praha
- 2013 – zájezdové divadlo Slunečnice, celá ČR
- 2014 – Antoinetta – královna Francie – Markýza de Tourzel, Divadlo Hybernia, Praha
- 2014 – Hamlet!!!...zbývá už jen ticho… – Polonius, Colours of Ostrava
- 2015 – Zpráva o zázraku (Josef Toufar) – Marie Pospíšilová-Toufarová, Divadlo U Stolu, Brno
- 2015 – Mýdlový princ – Soňa Maxová, Divadlo Broadway, Praha
- 2015 – TOSCA – Maria Callas, ND Brno - Janáčkovo divadlo
- 2015 – Figarova svatba – Zuzanka, ND Brno - Mahenovo divadlo
- 2015 – Děti ráje – Kájina, Bobycentrum, Brno
- 2017 – Funny Girl – Fanny Brice, Divadlo F. X. Šaldy, Liberec
- 2018 – IMPRO Woo – ve stylu One Woman Show za doprovodu hudebníka, Art Space, Praha
- 2019 – Dva na houpačce – Gita Mosca, Divadlo Kolowrat, Praha
- 2022 – Hamlet – Polonius, Komorní amfiteátr, Rožnov pod Radhoštěm

## Film a televize
- 2010 – Vyprávěj (režie: Biser Arichtev), postava: Jana Isprová
- 2013 – Colette (režie: Milan Cieslar), postava: Polka nevěstka
- 2015 – Znamení koně (režie: Milan Cieslar), postava: Denisa
- 2016 – Jako bychom dnes zemřít měli (režie: Roman Vávra), postava: Marie Toufarová
- 2018 – Rašín (režie: Jiří Svoboda), asistent režie
- 2019 – Vysoká hra (režie: Jiří Svoboda), asistentka Jolany
- 2020 – Žít umění (režie: René Sýkora), medailonek o tvorbě
- 2020 - Vražedné stíny (režie: Jiří Svoboda), postava: advokátní koncipientka JUDr. Lindnera